# Эвригалинные организмы
Эвригалинные организмы (от др.-греч. εὐρύ — широкий и др.-греч. ἅλς — соль) способны адаптироваться к широкому спектру солености. Примером эвригалинной рыбы является малоплавниковая моллинезия (Poecilia sphenops), которая может жить в пресной, солоноватой или солёной воде.
Зелёный краб (Carcinus maenas) является примером эвригалинных беспозвоночных, которые могут жить в солёной и солоноватой воде. Эвригалинные организмы обычно встречаются в таких местах обитания, как эстуарии и приливные бассейны, где солёность регулярно меняется. Однако некоторые организмы являются эвригалинными, поскольку их жизненный цикл включает миграцию между пресноводной и морской средой, как в случае с лососем и угрями.
Противоположностью эвригалинных организмов являются стеногалинные организмы, которые могут выживать только в узком диапазоне солёности. Большинство пресноводных организмов являются стеногалинными и погибают в морской воде, и точно так же большинство морских организмов являются стеногалинными и не могут жить в пресной воде.

## Осморегуляция
Осморегуляция — активный процесс, посредством которого организм поддерживает свой уровень содержания воды. Осмотическое давление в организме гомеостатически регулируется таким образом, чтобы не допустить чрезмерного разбавления или концентрации жидкости в организме. Осмотическое давление — это мера склонности воды переходить в один раствор из другого путем осмоса.
Два основных типа осморегуляции — осмоконформеры и осморегуляторы. Осмоконформеры активно или пассивно приспосабливают осмолярность своего тела к окружающей среде. Большинство морских беспозвоночных представляют собой осмоконформеры, хотя ионный состав их организма может отличаться от состава морской воды.
Осморегуляторы жестко регулируют осмолярность своего тела, которая всегда остается постоянной и более распространена в животном мире. Осморегуляторы активно контролируют концентрацию солей, несмотря на концентрацию солей в окружающей среде. Примером может служить пресноводная рыба. Жабры активно поглощают соль из окружающей среды с помощью богатых митохондриями клеток. Вода будет диффундировать в рыбу, поэтому она выделяет очень гипотоническую (разбавленную) мочу, чтобы изгнать всю лишнюю воду. Морская рыба имеет внутреннюю осмотическую концентрацию ниже, чем у окружающей морской воды, поэтому она имеет тенденцию терять воду (в более негативном окружении) и набирать соль. Она активно выделяет соль из жабр. Большинство рыб являются стеногалинными, что означает, что они ограничены либо солёной, либо пресной водой и не могут выжить в воде с другой концентрацией соли, чем они приспособлены. Однако некоторые рыбы демонстрируют огромную способность эффективно осморегулировать в широком диапазоне солёностей; рыбы с этой способностью известны как эвригалинные виды, например лосось. Было замечено, что лосось обитает в двух совершенно несопоставимых средах — морской и пресной воде, и ему присуще приспособление к обеим, вызывающее поведенческие и физиологические изменения.
Некоторые морские рыбы, например акулы, используют другой эффективный механизм сохранения воды — осморегуляцию. Они сохраняют мочевину в своей крови в относительно более высокой концентрации. Мочевина повреждает живые ткани, поэтому, чтобы справиться с этой проблемой, некоторые рыбы сохраняют триметиламиноксид. Это обеспечивает лучшее решение проблемы токсичности мочевины. Акулы, имеющие немного более высокую концентрацию растворенного вещества (то есть более 1000 мОсм, что является концентрацией морского растворенного вещества), не пьют воду, как морская рыба.

## Эвригалинные рыбы

Некоторые эвригалинные рыбы
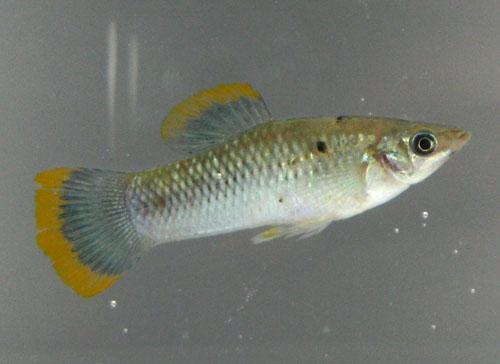
Малоплавниковая моллинезия
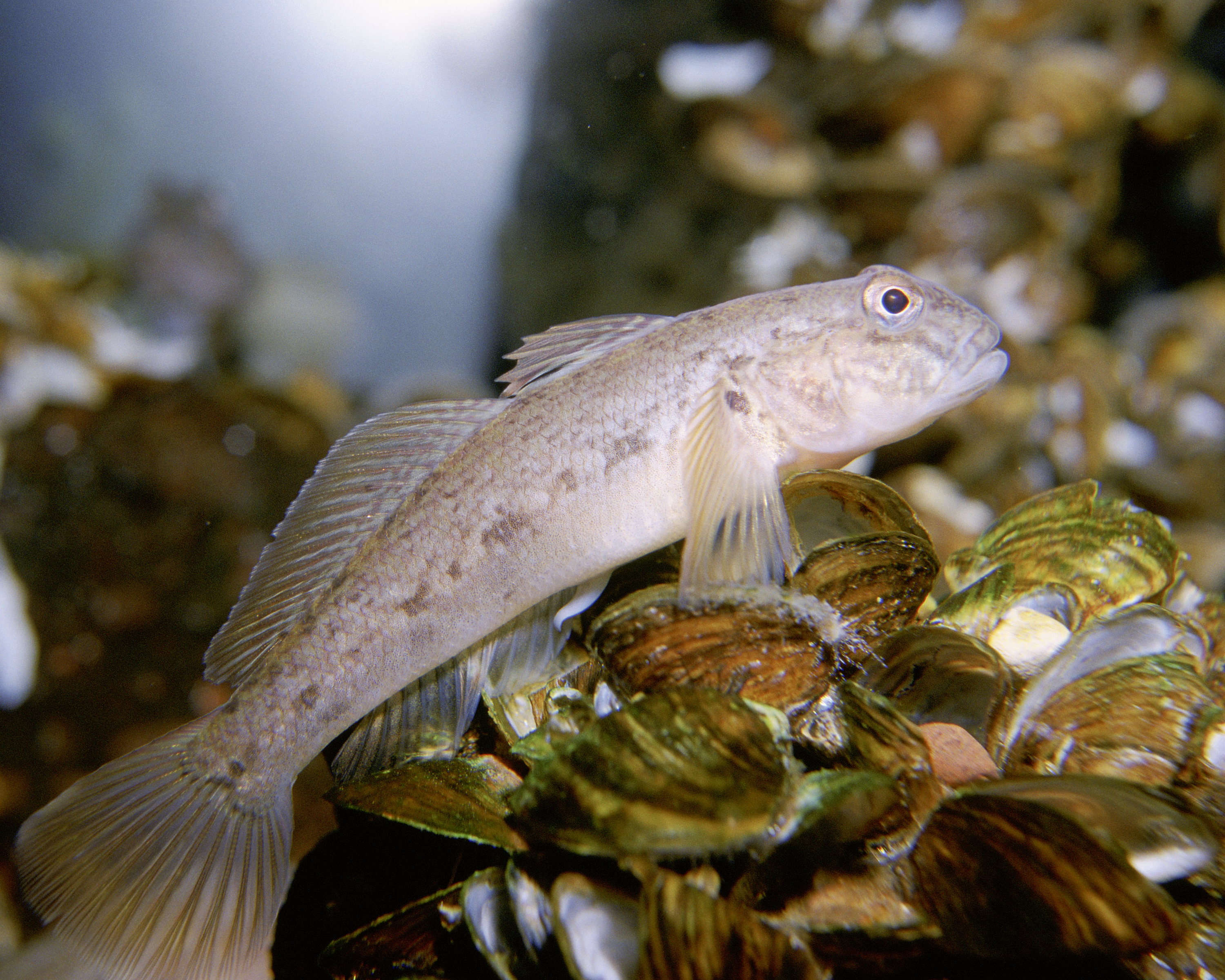
Бычок-кругляк
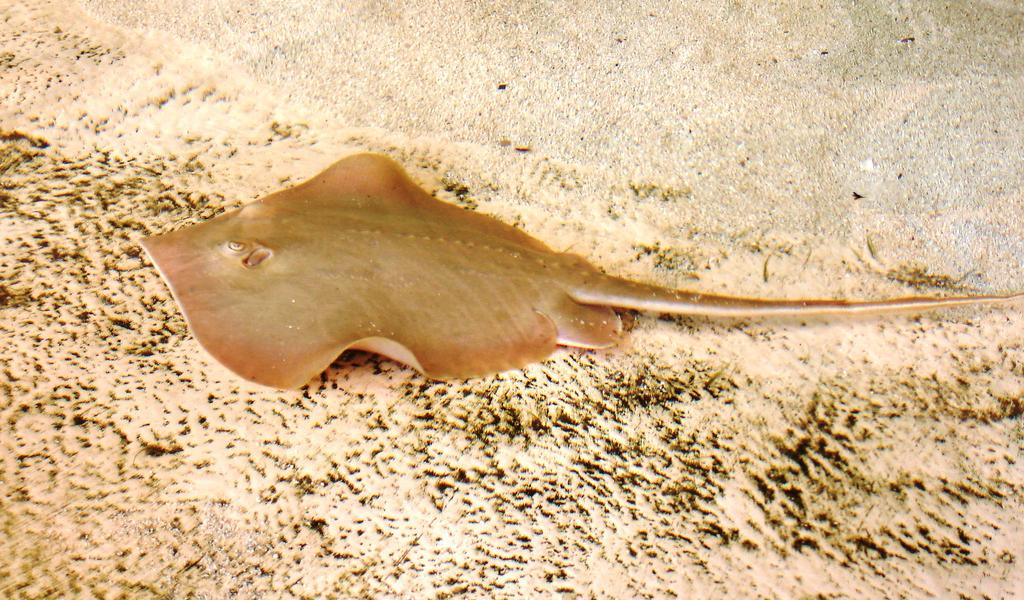
Dasyatis sabina
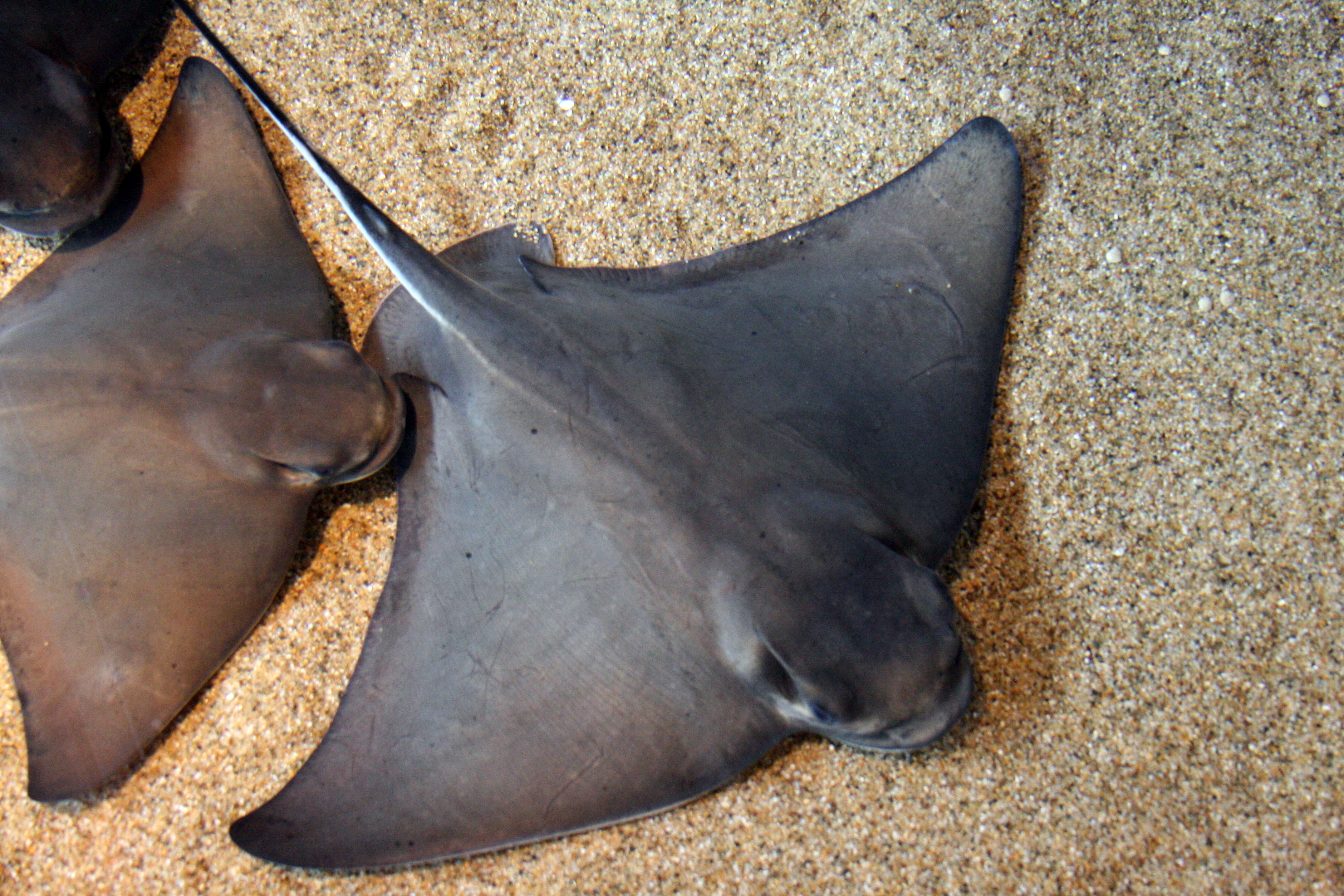
Калифорнийский орляк
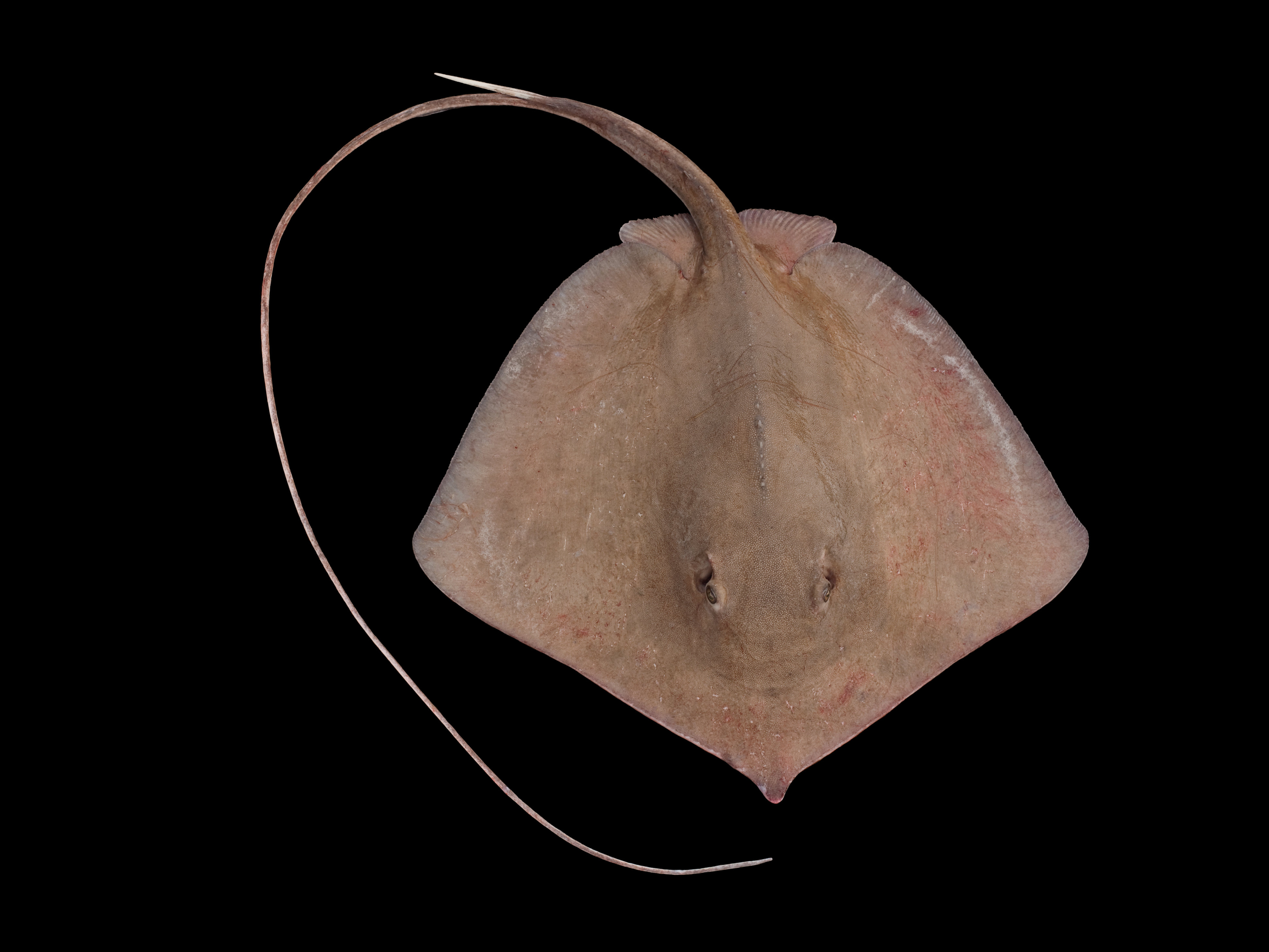
Dasyatis guttata
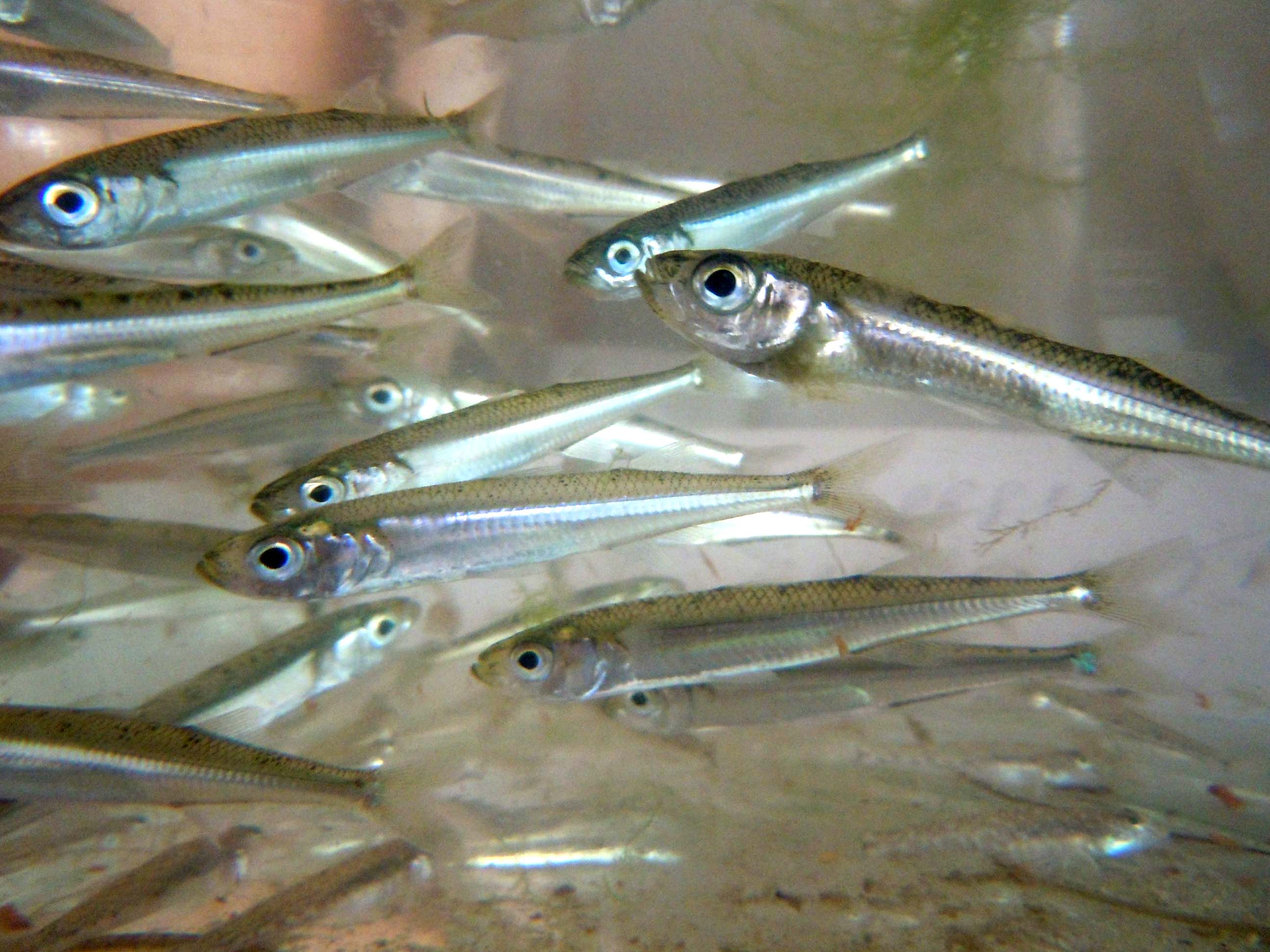
Южноевропейская атерина
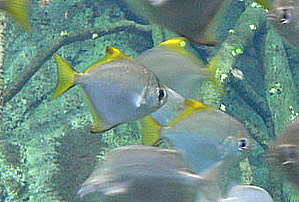
Рыбы-ласточки
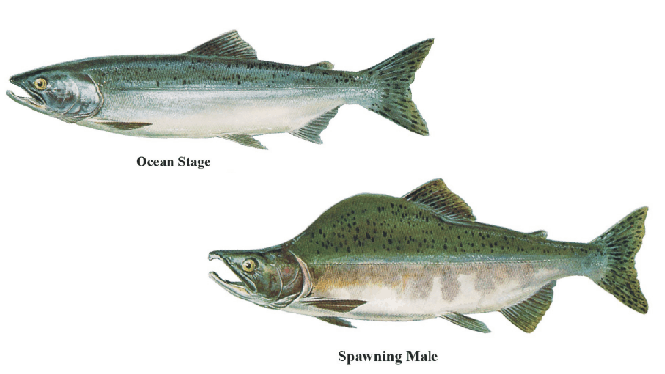
Горбуша
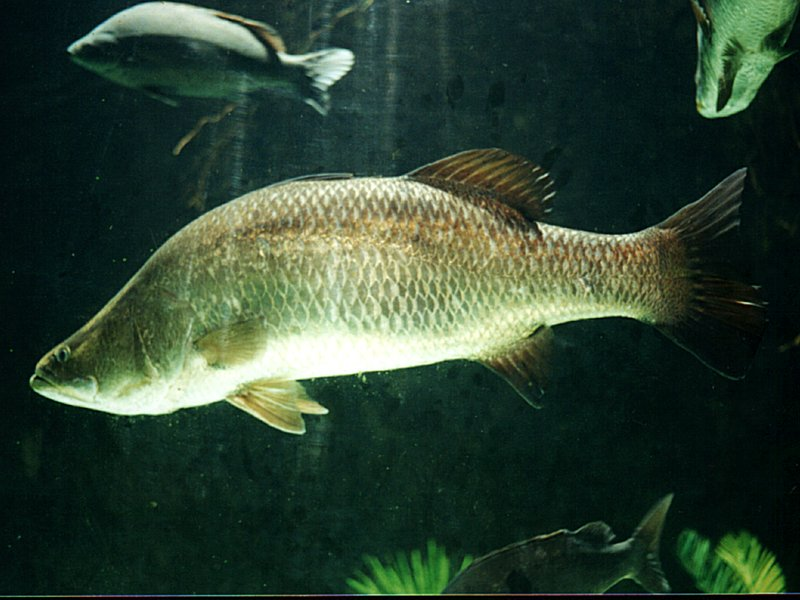
Латес
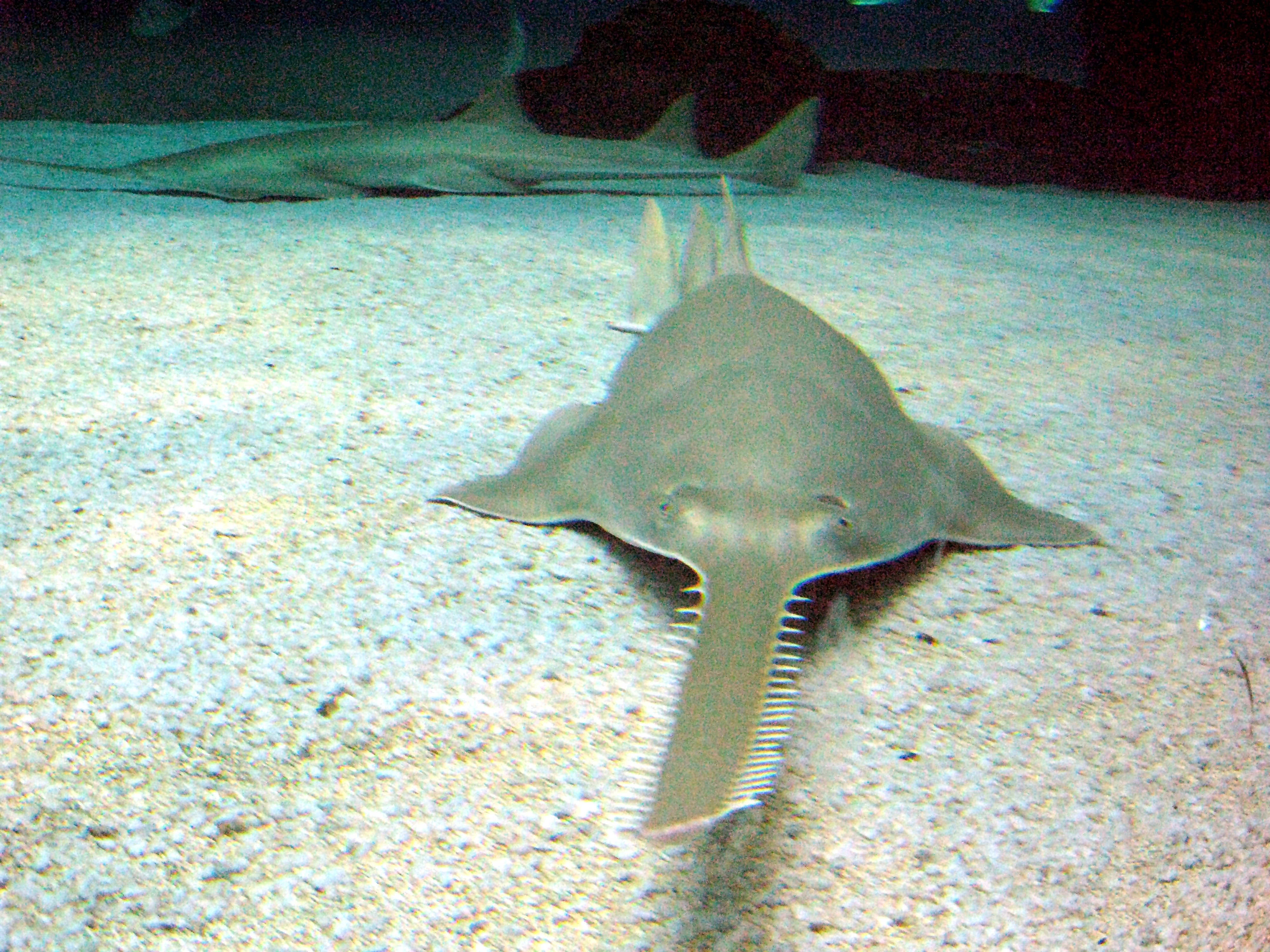
Зелёный пилорыл
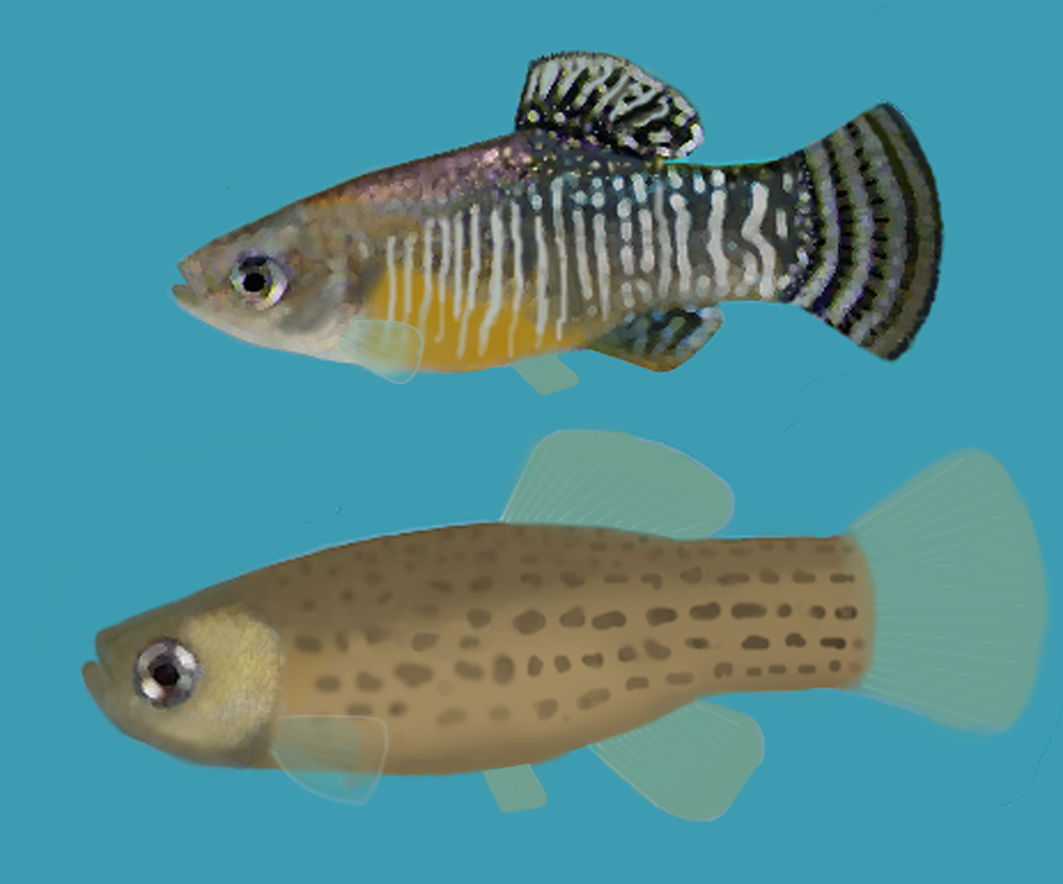
Aphanius iberus
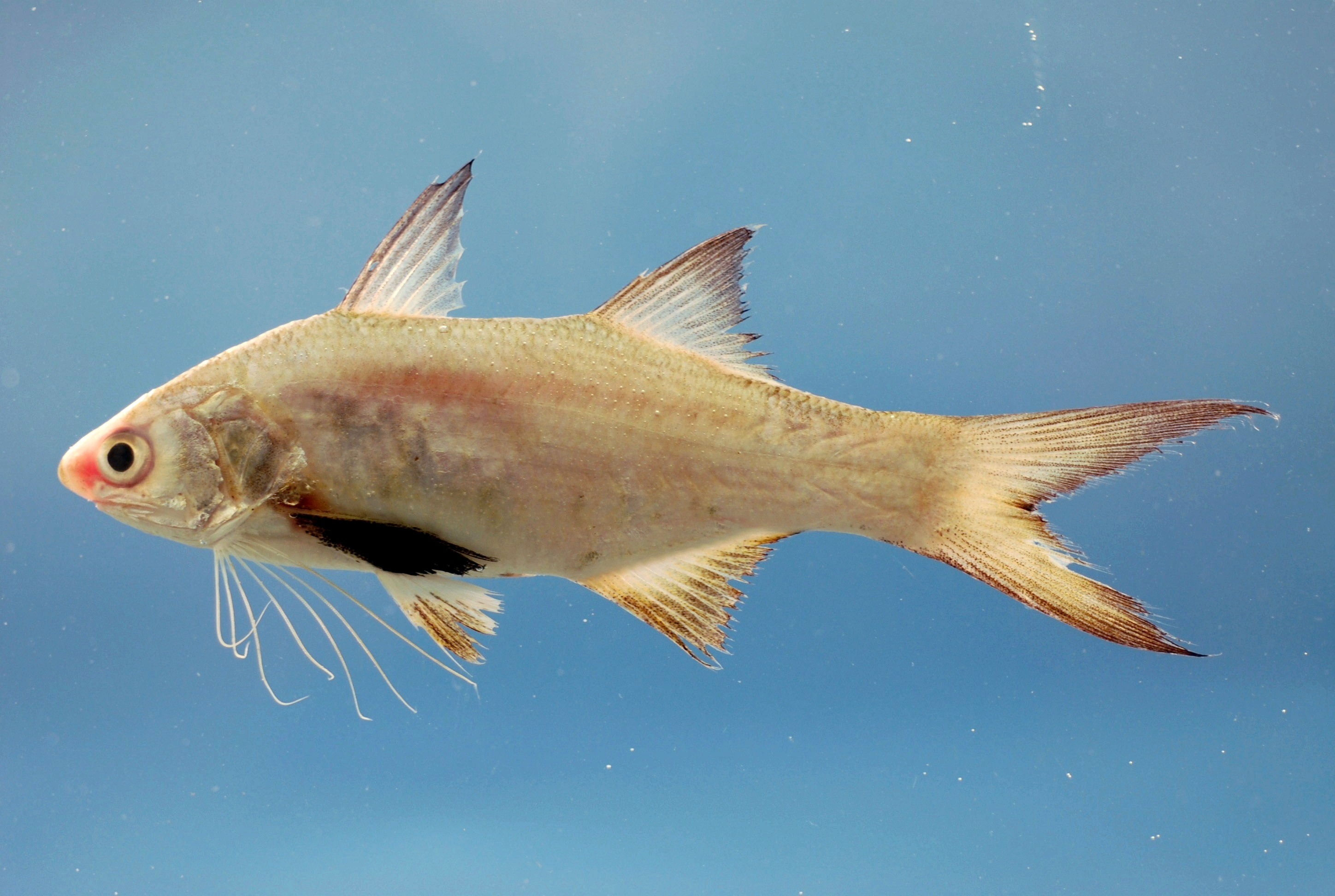
Polydactylus octonemus
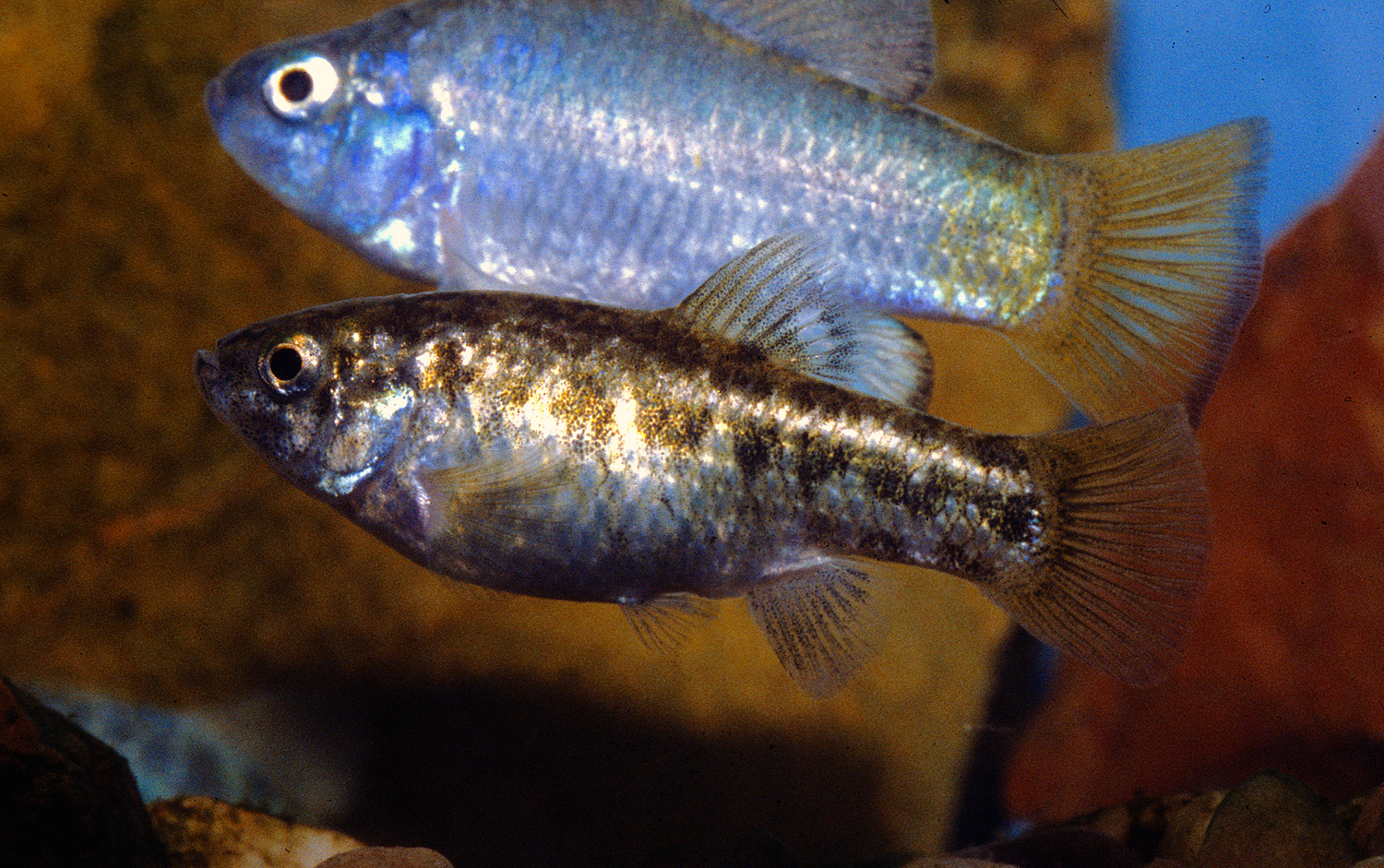
Пустынный карпозубик
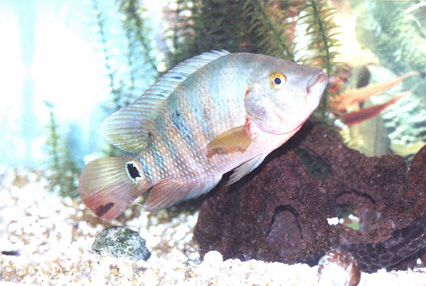
Mayaheros urophthalmus
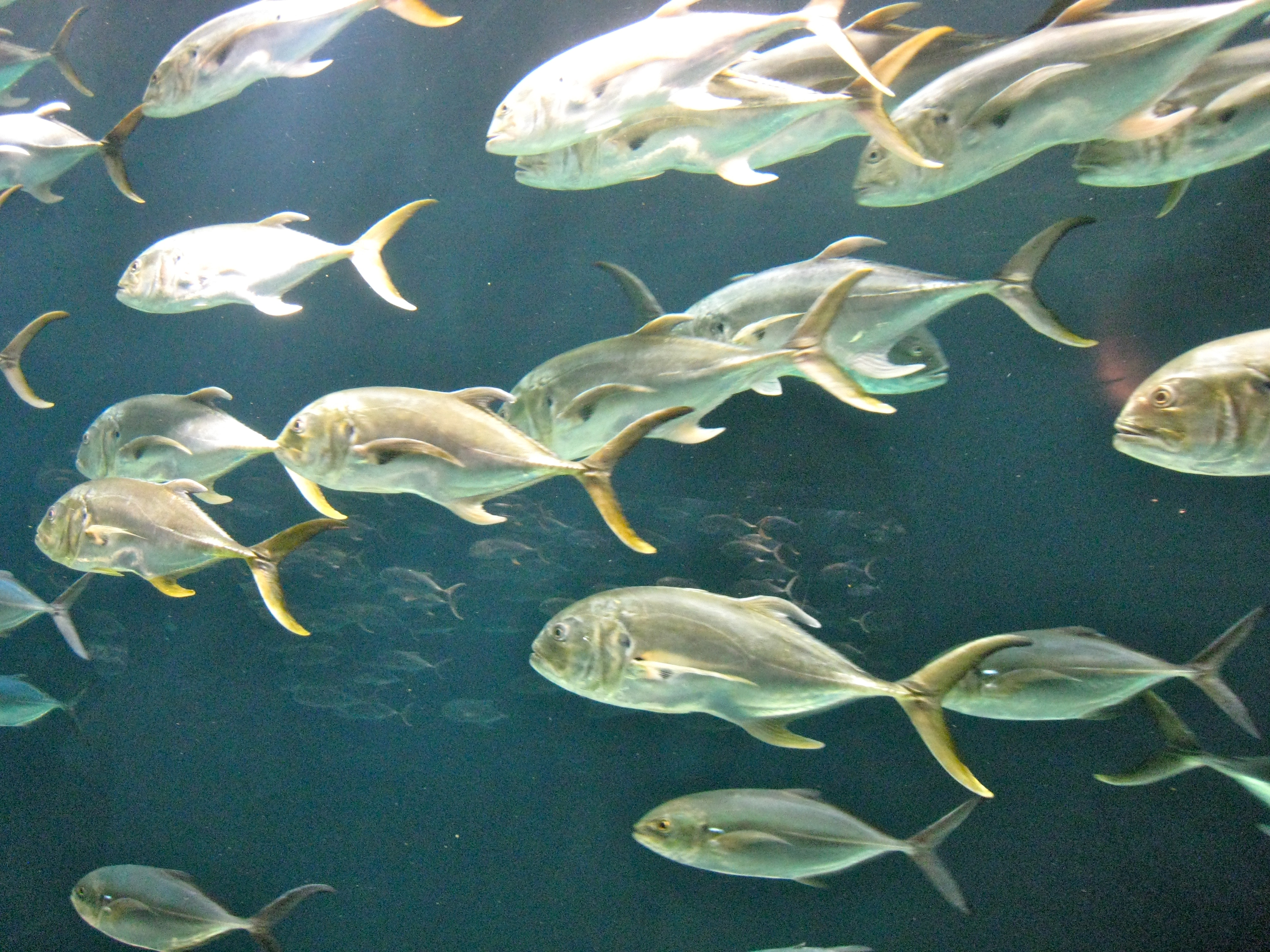
Большой каранкс

Уровень солености в приливных зонах также может быть весьма изменчивым. Низкая засоленность может быть вызвана дождевой водой или речным поступлением пресной воды. Виды, обитающие в эстуариях, должны быть особенно эвригалинными или способными переносить широкий спектр солёности. Высокая засоленность наблюдается в местах с высокой скоростью испарения, таких как солончаки и высокие приливные бассейны. Затенение растениями, особенно в солончаковых болотах, может замедлить испарение и тем самым ослабить стресс, вызванный засолением. Кроме того, солончаковые растения переносят повышенную засоленность несколькими физиологическими механизмами, включая выведение соли через солевые железы и предотвращение всасывания соли в корни.
Несмотря на регулярное присутствие пресной воды, Атлантический скат физиологически эвригалинный, и ни одна популяция не развила специализированные осморегуляторные механизмы, обнаруженные у скатов семейства Potamotrygonidae. Это может быть связано с относительно недавней датой колонизации пресной воды (менее одного миллиона лет) и/или, возможно, неполной генетической изоляцией пресноводных популяций, поскольку они по-прежнему способны выживать в соленой воде. Пресноводные атлантические скаты имеют лишь 30-50 % концентрации мочевины и других осмолитов в своей крови по сравнению с морскими популяциями. Однако осмотическое давление между их внутренними жидкостями и внешней средой все ещё заставляет воду диффундировать в их тела, и они должны производить большое количество разбавленной мочи (в 10 раз больше, чем морские особи), чтобы компенсировать это.
Неполный список
- Dasyatis sabina

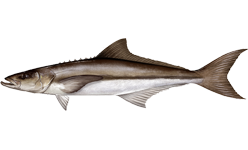
Кобия
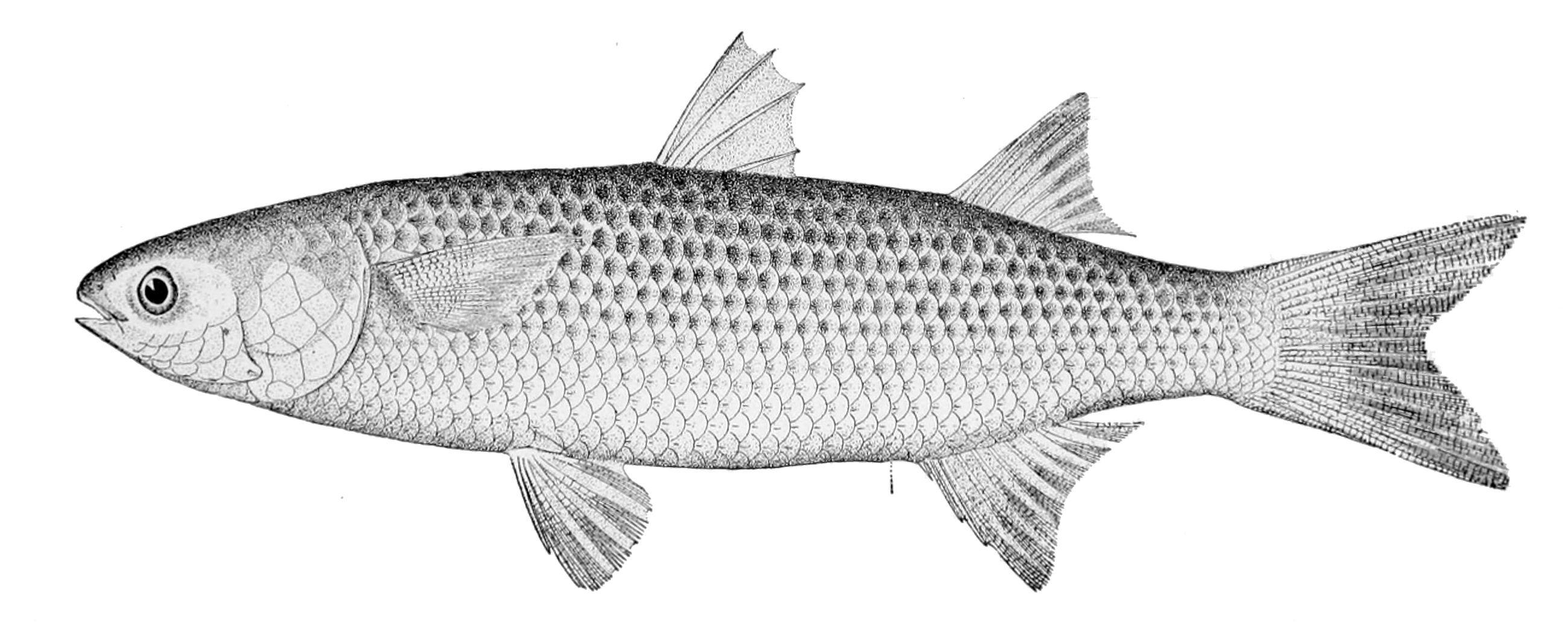
Лобан
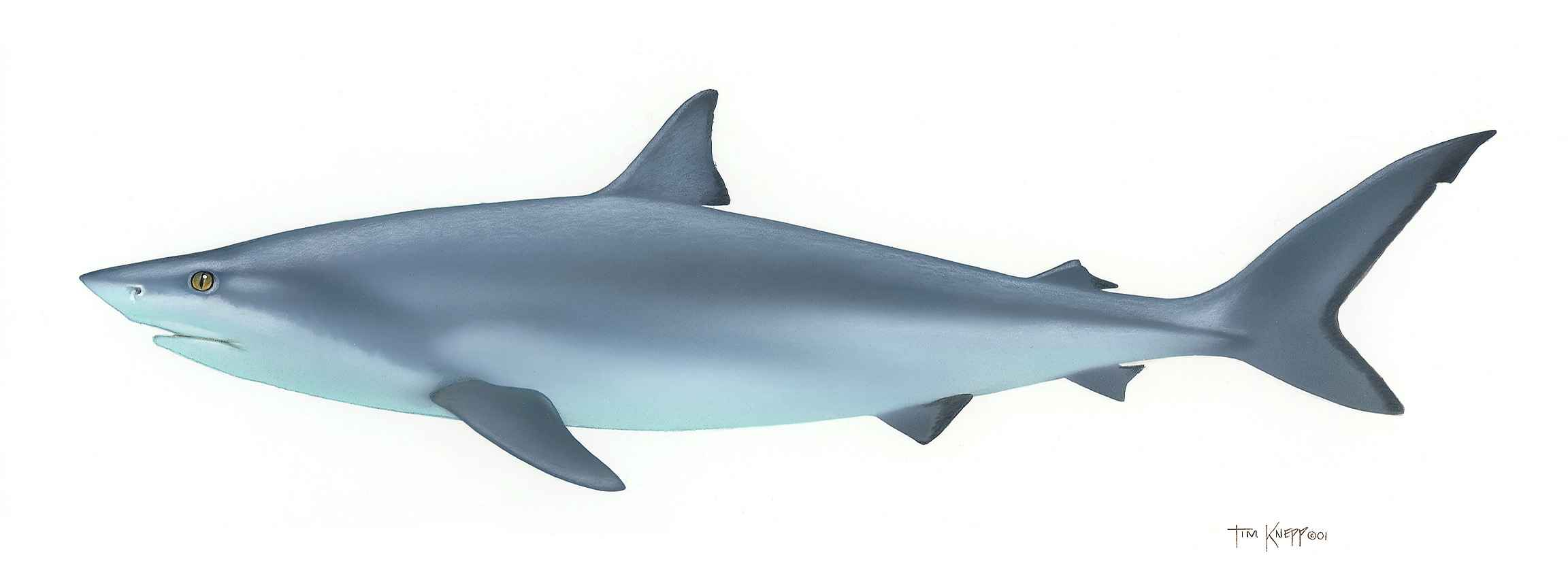
Тупорылая акула
- Цейлонский этроплюс
- Сельдь
- Обыкновенный фундулюс
- Малоплавниковая моллинезия
- Иглобрюх
- Лосось
- Полосатый лаврак
- Осётр
- Тиляпия
- Форель
- Латес
- Красный луциан
- Белый американский лаврак
- Пустынный карпозубик

- Кобия
- Лобан
- Тупорылая акула

## Другие эвригалинные организмы

Другие эвригалинные организмы
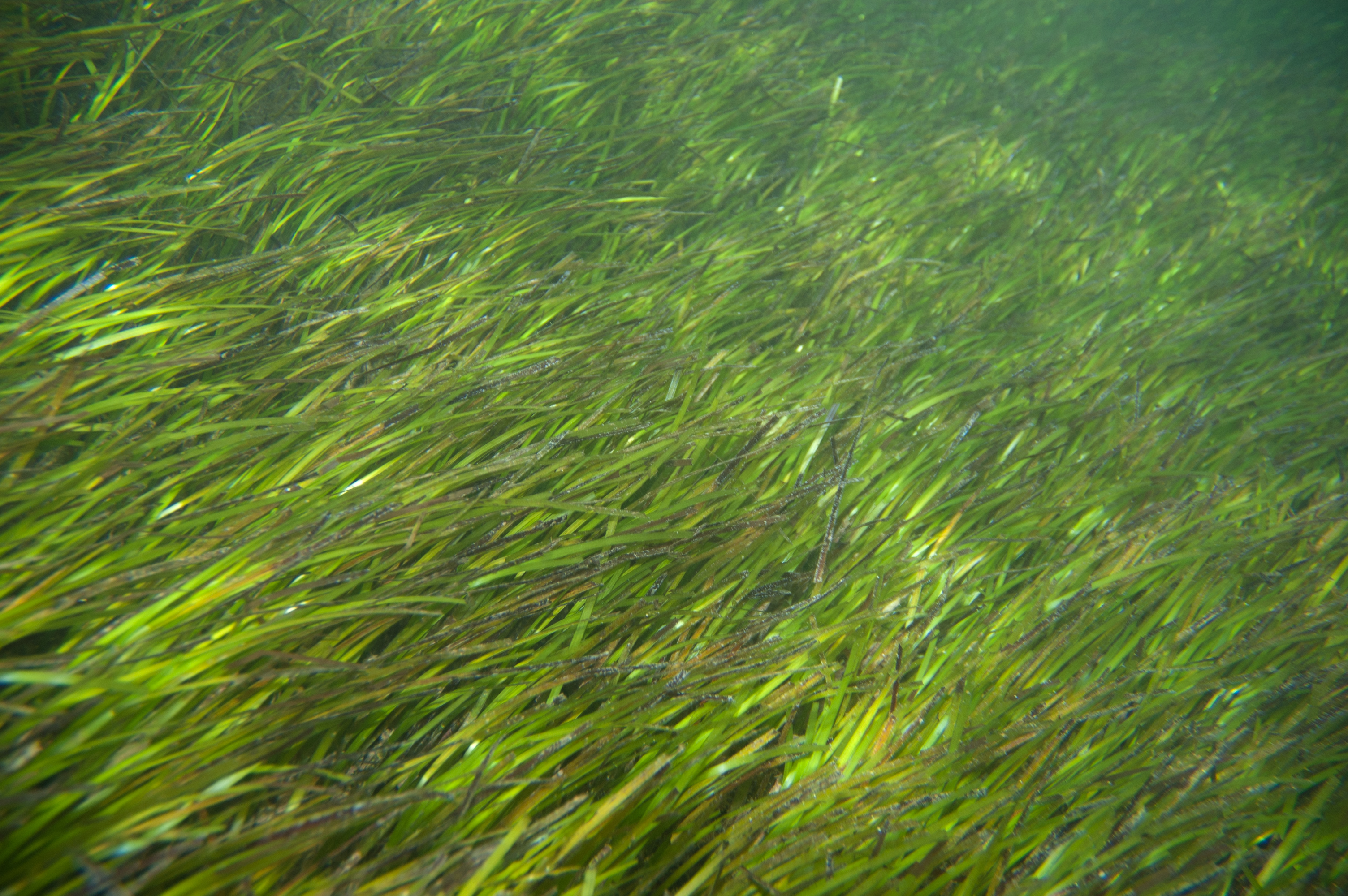
морские водоросли Halodule uninervis
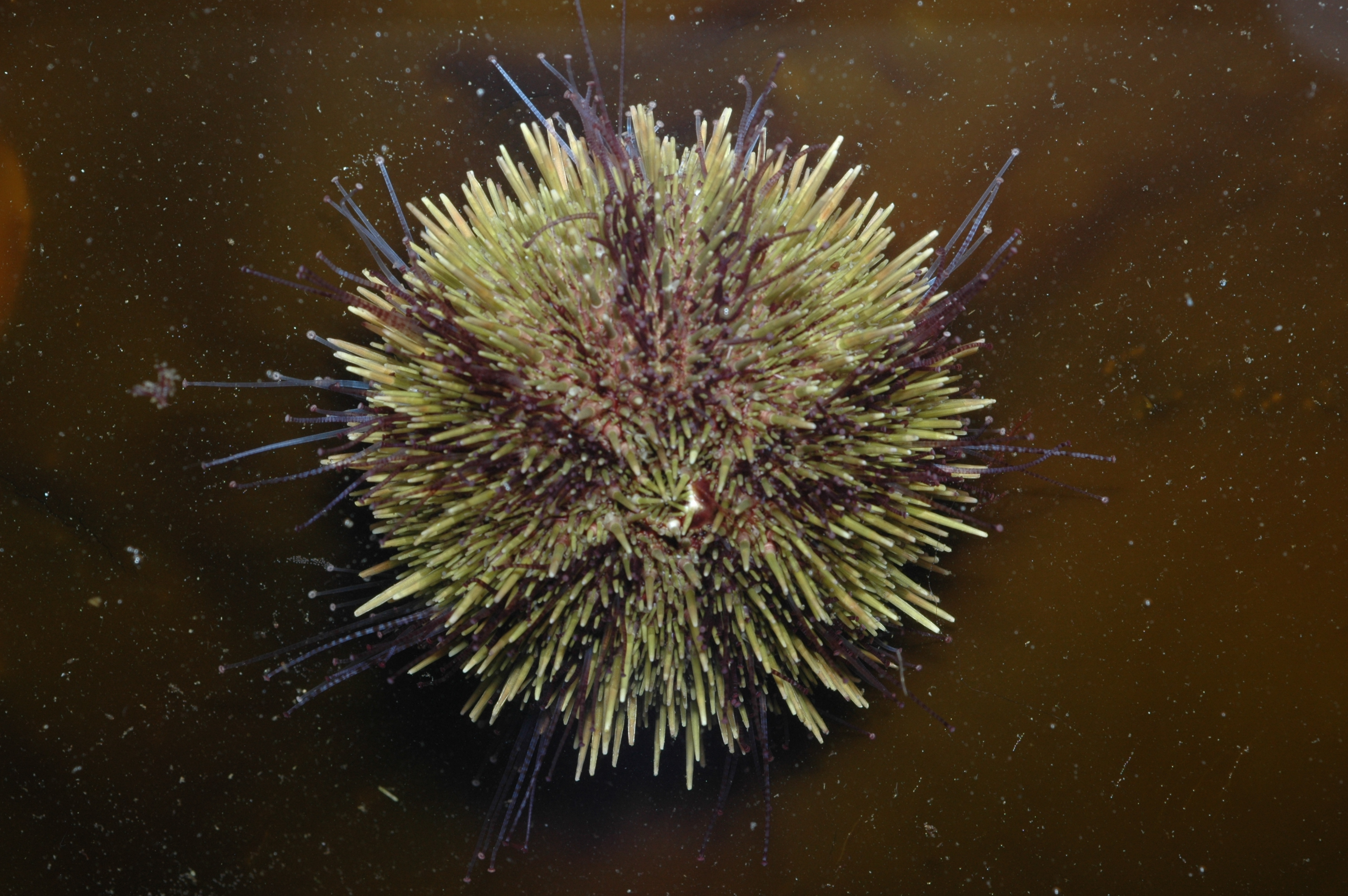
Зелёный морской ёж
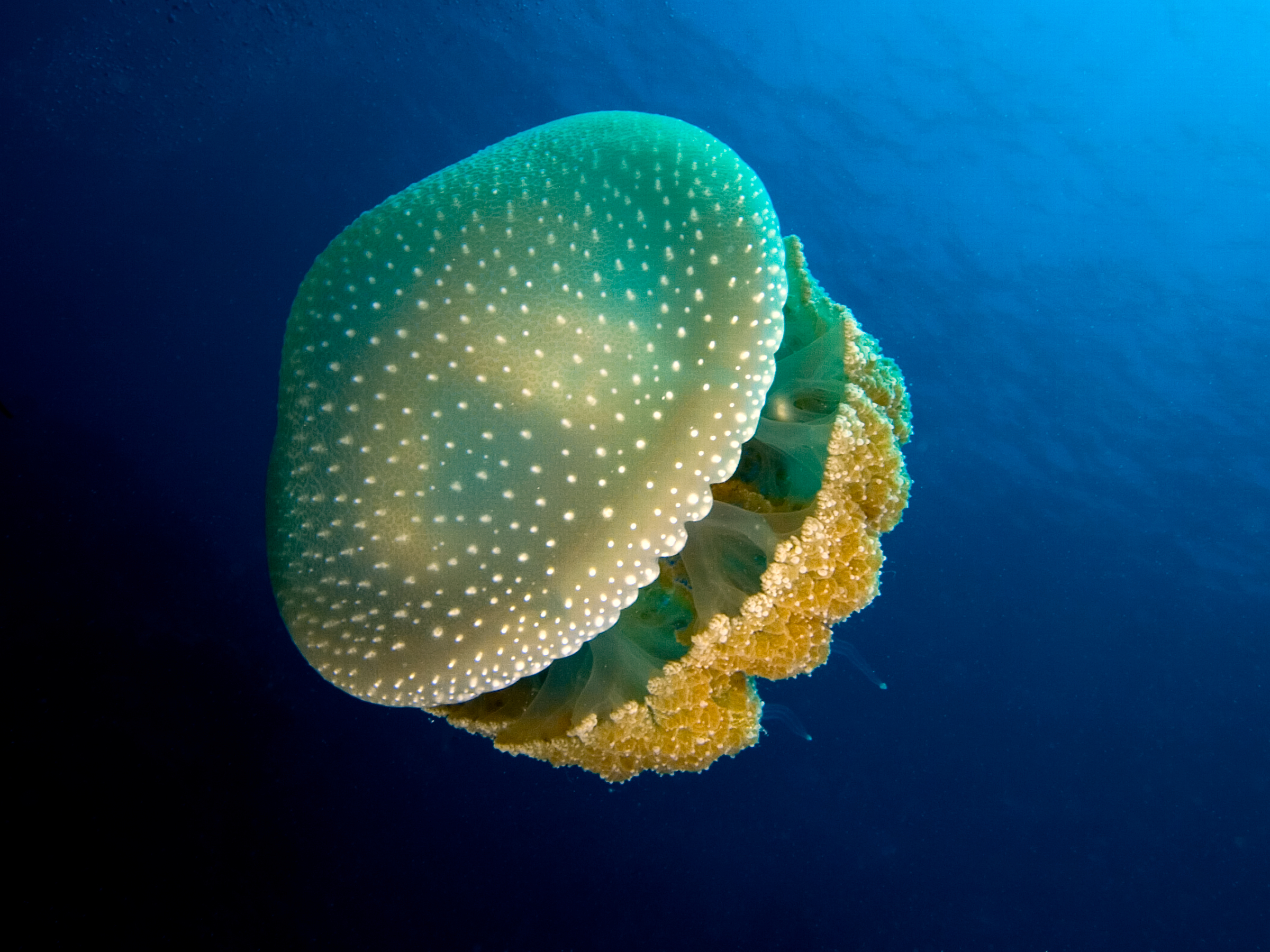
Бело-пятнистая медуза
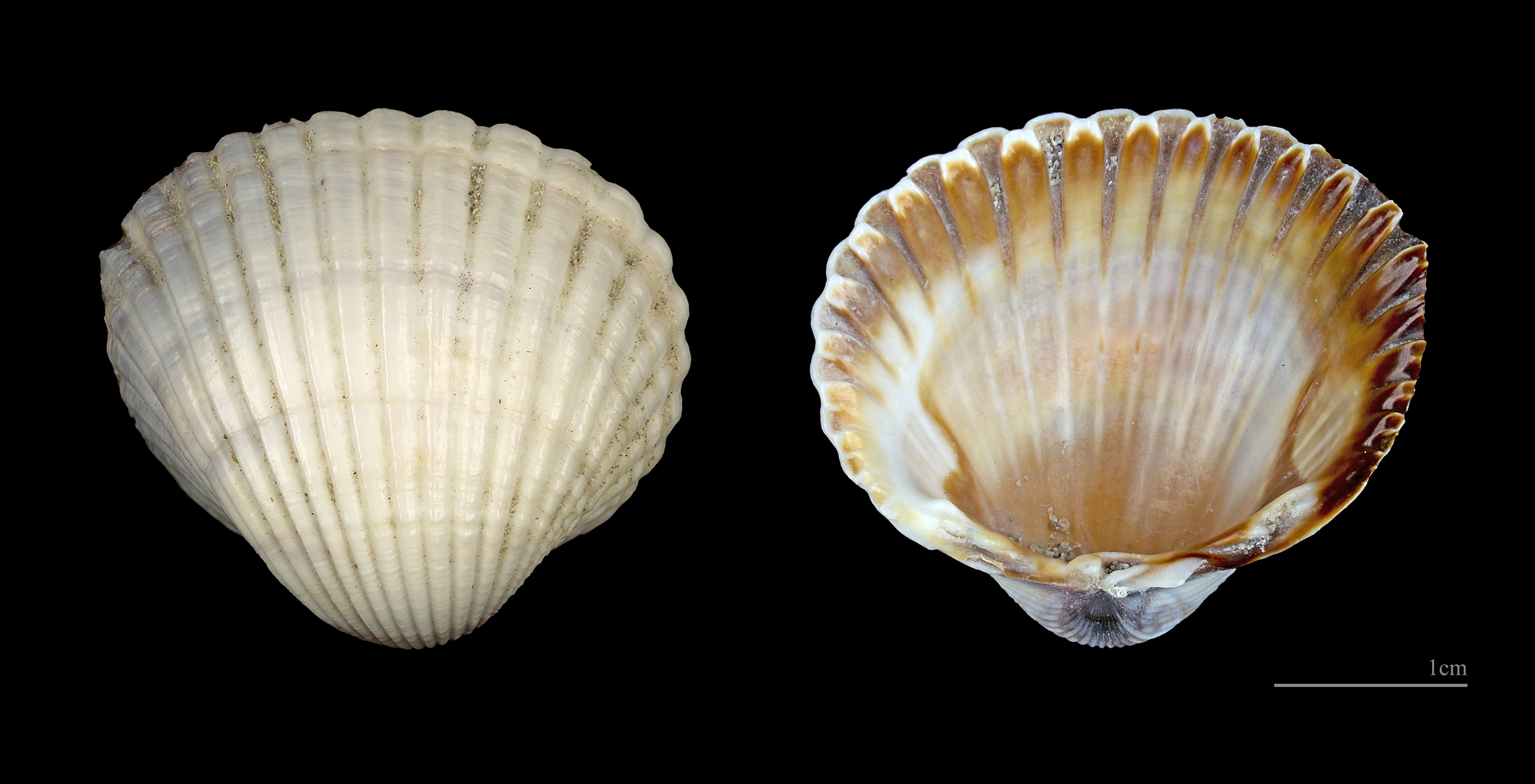
Сердцевидка зелёная
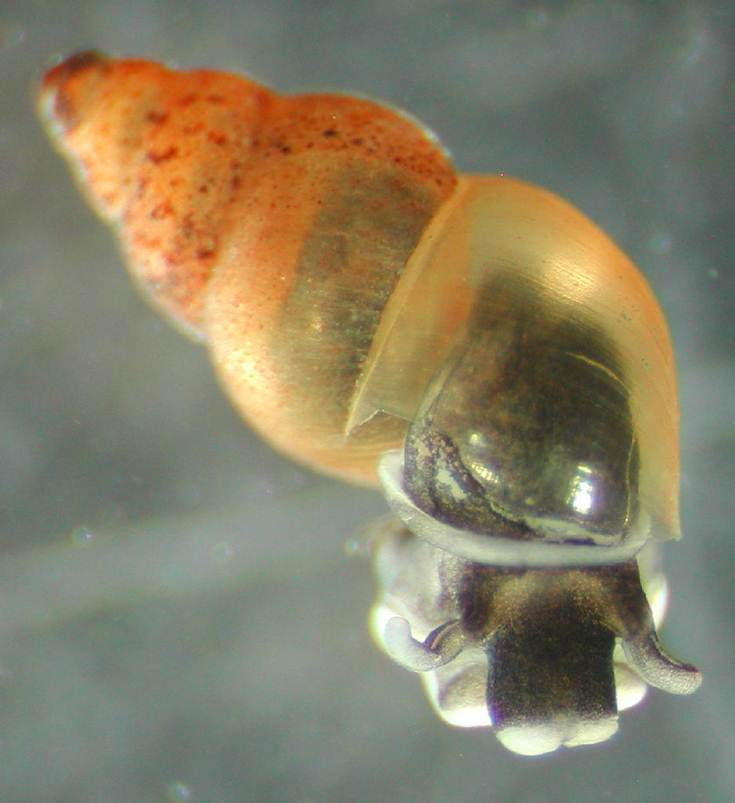
Potamopyrgus antipodarum
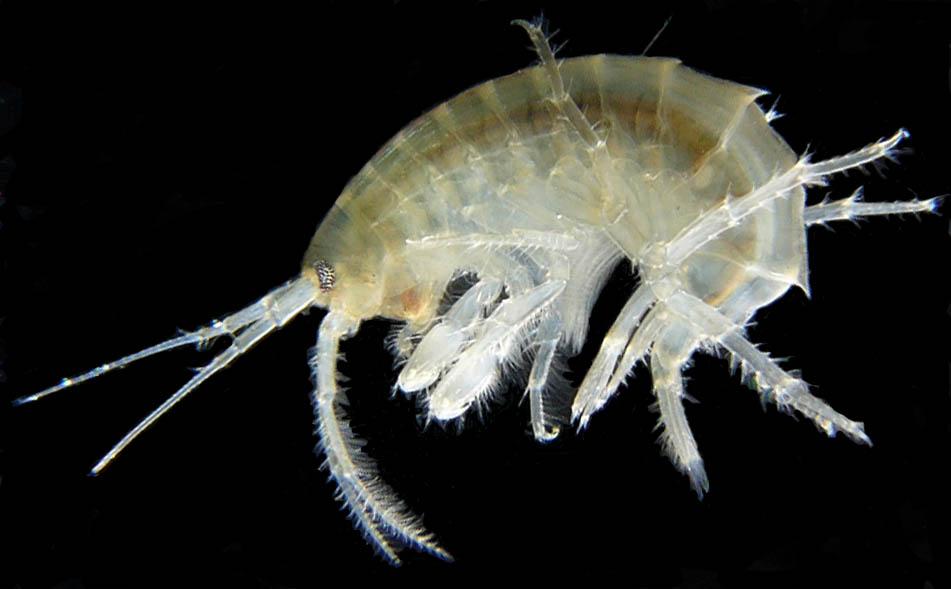
Бокоплав из семейства Gammaridae
Иравадийский дельфин (по сравнению со среднестатистическим человеком)
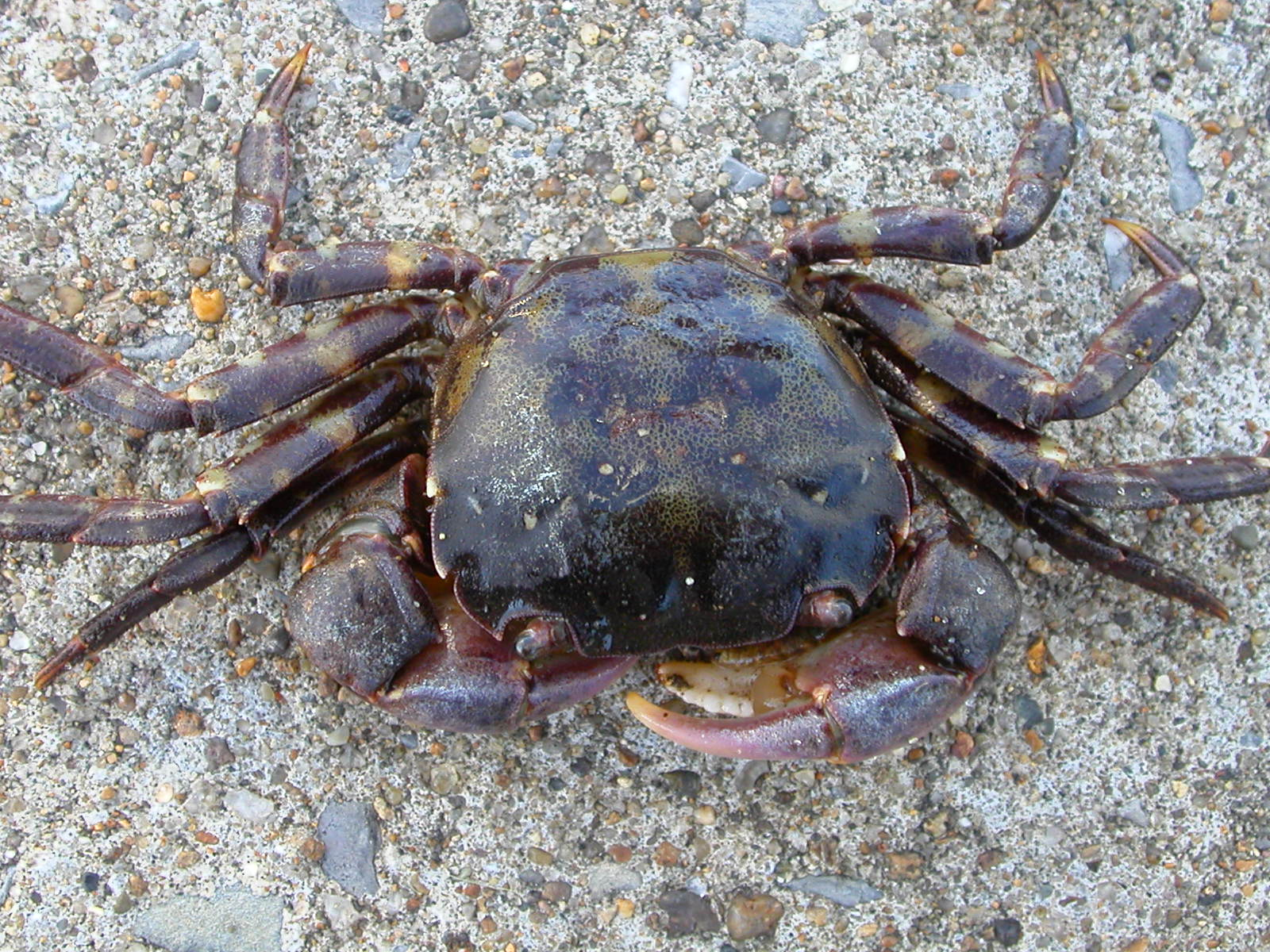
Hemigrapsus sanguineus
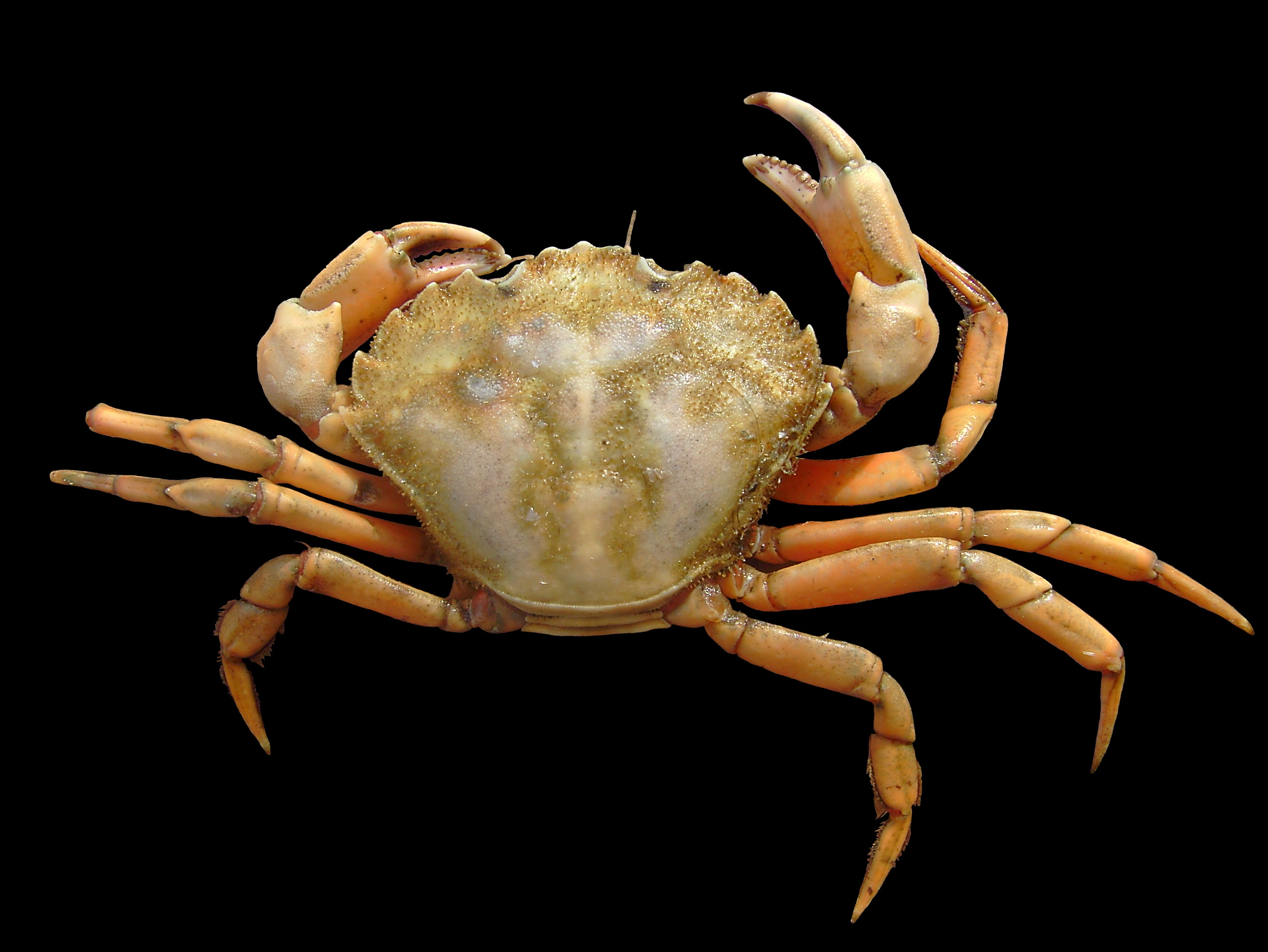
Зелёный краб
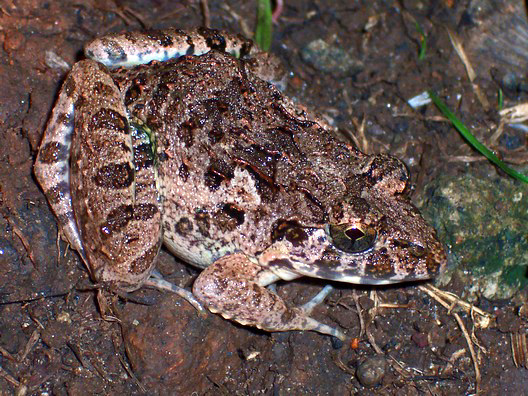
Крабоядная лягушка
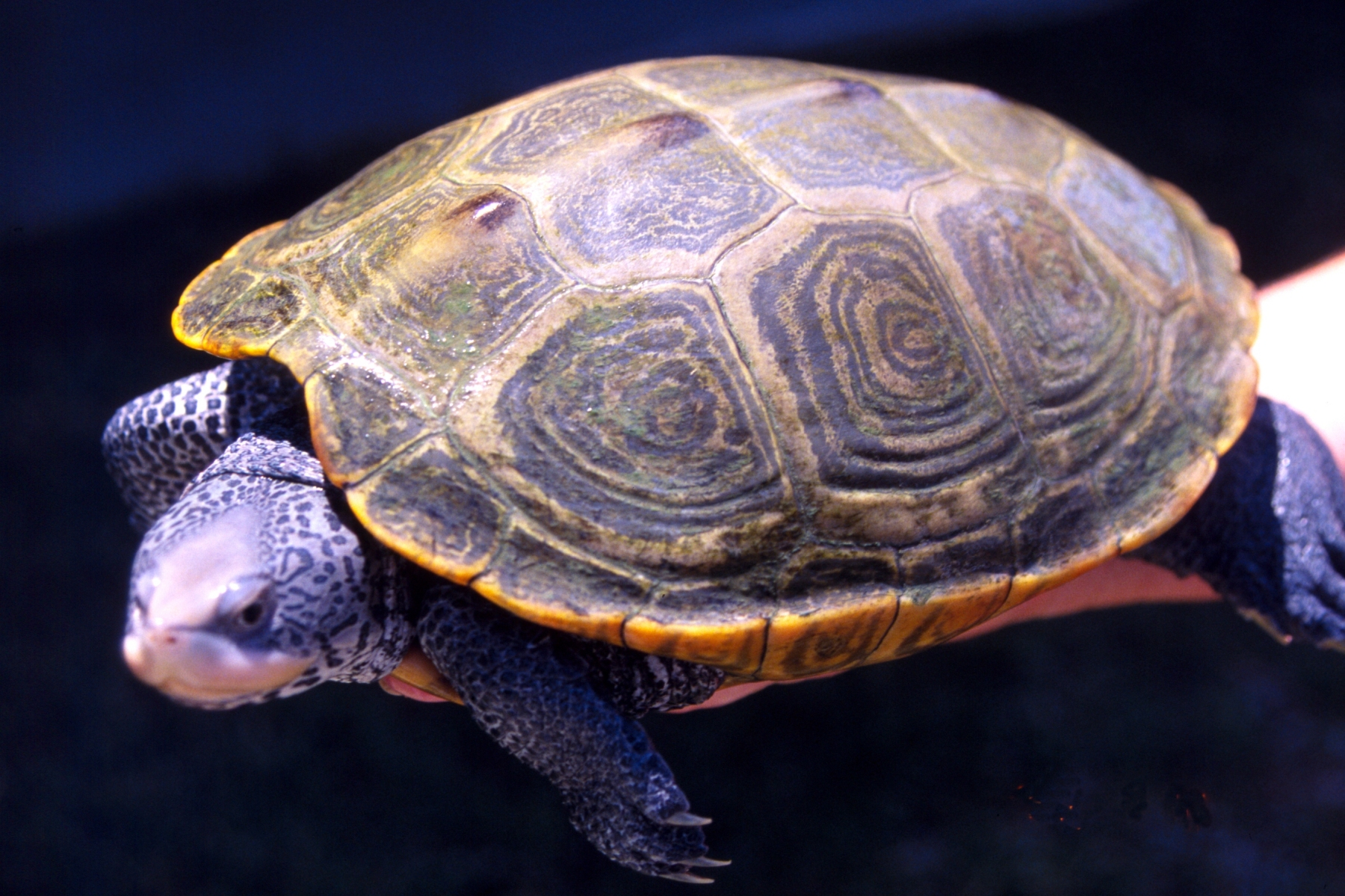
Бугорчатая черепаха